# Сека Алексић
Светлана Пиљикић (девојачко Алексић; Зворник, 23. април 1981), позната као Сека Алексић, српска је певачица. Истакла се својим дебитантским студијским албумом Идеално твоја (2002). Издала је укупно девет студијских албума, углавном поп-фолк жанра.
Поред музичког рада, глумила је у филму А3 – Рокенрол узвраћа ударац (2006), имала сопствени ријалити-шоу Моја десна рука (2010) и водила кулинарско такмичење Мајке и снајке (2021—данас). Такође је објавила неколико модних линија. Тренутно је друга најпраћенија жена из Србије на платформи .

## Биографија

### Детињство и музички почеци
Рођена је 23. априла 1981. у Зворнику, у тадашњој Социјалистичкој Републици Босни и Херцеговини. Друго је дете Бошњакиње Ибриме и Србина Милорада. Њен отац је био возач, а мајка је била запослена у фудбалском клубу Дрина. Детињство је провела у свом родном граду у Српској Вароши, растући уз своје родитеље и брата. Још од малих ногу показивала је своје вокалне способности, те је у хору своје основне школе „Митар Трифуновић Учо” наступала као солиста, а са хором својој школи донела је бројне награде. Омиљена певачица и узор у том периоду јој је била Весна Змијанац.
После развода родитеља наставља да живи са својом мајком и братом у Зворнику. Два месеца по завршетку четвртог разреда основне школе, рат у Босни и Херцеговини ју је принудио да са својом породицом избегне у Бању Ковиљачу, а годину дана касније су се преселили у село Липолист крај Шапца. Изјавила је да се радо сећа свог детињства и одрастања, и поред тешке материјалне ситуације које је са собом носило избеглиштво, као и да се њена мајка Ибрима трудила да јој деца ни у чему не оскудевају.
Са 14 година почела је да пева по разним кафанама како би себи и својој породици обезбедила додатни новац. Након завршетка основне школе уписала је Средњу пољопривредну школу али ју је због лошег успеха напустила 1996. и посветила се певању. На наговор мајке да заврши средњу школу, завршава смер за женског фризера. Касније је почела да наступа са бендом Строго поверљиво, живела је у Бијељини, а 2000, са 19 година одлази у Швајцарску на две године, где је интензивно наступајући по клубовима и дискотекама, урадила матрицу за свој први албум.
Из Швајцарске се вратила у Бијељину и наступала у Хали спортова на десетом по реду фестивалу народне музике Моравски Бисер у Ћуприји са песмом Идеално твоја, која осваја прву награду публике. На истом фестивалу је упознала будућег супруга. Међутим, после кратког времена, Сека и њен муж су се развели и убрзо је нашла новог дечка Зорана који је такође био и њен менаџер. Од наступа 2002. на музичком фестивалу у Ћуприји, који је био њен први већи наступ као певачице, наставила је да живи и ради у Србији.

### Каријера
Године 2002. издаје свој први албум Идеално твоја, и привлачи пажњу публике песмама У кафани пуној дима, Опет, Јер таква сам се родила, Идеално твоја и Да сам мушко. Године 2003. стиче велику популарност захваљујући песми Црно и златно, са албума Балкан. На Балкану су још биле и песме Дан од живота, Очи плаве боје, Балкан, Дим срца мог, Ко да сутра не постоји, Једна више, Шта је било, било је, Не остављај ме саму и Иди лепи мој, које су такође биле изузетно популарне.
Године 2005. покренула је своју линију одеће под називом Rich Bitch која је објављена у исто време кад и њен трећи албум Дођи и узми ме. На овом албуму су се издвојиле песме Дођи и узми ме, Баш ми се свиђа твоја девојка, Сви твоји милиони, Кад чујем корак твој, Искористи моје мане, Моје прво неверство, Где сам ти ја и За љубав мобилна. Сека је у српском филму Ми нисмо анђели 3 тумачила лик Смоквице, девојке турбо-фолк звезде. Улога је прво понуђена хрватској певачици Северини, али ју је она одбила због обавеза.
Њена друга линија одеће под називом Queen издата је након изласка њеног четвртог албума Краљица у јесен 2007. Песма Аспирин са албума била је један од највећих хитова у њеној каријери. Ту су још и веома познате песме Боли стара љубав, Краљица, Последњи лет, Хирошима, Тесна кожа и Импулси. Продат у 250.000 примерака, овај албум је Алексићеву ставио на место најтиражније певачице у земљи, испред Индире Радић која је на њему била годинама.
У октобру 2009. године верила се са Вељком Пиљикићем, а у децембру издала пети албум Случајни партнери који је пратио нови имиџ. Песме које су најбоље прошле код публике биле су Случајни партнери, Рођена с вуковима, Ја туђе усне љубим, Није за мене, Што је било моје, њено је, Два срца на зиду, Ја нисам нешто слатко и Мило за драго. Овај албум није био успешан колико претходни, али Сека је и даље остала на врху домаће естраде. Године 2010. одржала је концерт у Београдској арени, пред око 15.000 људи.Те године је такође издала сингл Тамо где си ти, а следеће Соба 22, који се нашао на првој компилацији највећих хитова певачице Best of Seka, те је постао један од највећих поп-фолк хитова у земљи.
У пролеће 2012. Алексићева је издала нови албум. Реакције на овај албум су биле пуне критика, али ипак су се издвојиле песме попут Лом, лом, Але, але, Лака мета и балада Кучка, али све песме са овог албума ипак нису оствариле већи успех.
Године 2015. променила је дискографску кућу. Након 13 година проведених у раду за Grand Production, напустила је редове ове дискографске куће и прешла у City Records за коју је објавила албум Лек за спавање. Са овог албума издвајају се песме Црвени руж, Лек за спавање и Ти се храни мојим болом (дует са Ша) (ремикс).
Својим осмим албумом Кома објављеног у априлу 2017, Сека је издала сингл Ево који је остварио велики успех на платформи YouTube. Поред те песме, издвојиле су се и Кома, Докторе, Полудела, Фине и поштене и Ти и ја смо пар. Године 2018. издаје два сингла — Фолирант и Ослободи ме — као најава за њен концерт који је одржан у Штарк Арени после осам година 14. априла 2018.
У мају 2022. издала је девети албум Биоскоп. Након тога, у децембру 2022. најавила је десети студијски албум под називом Диско Сека и истовремено објавила сингл Приђи ако смеш. У априлу 2023. добила је награду Савеза естрадно-музичких уметника Србије.

## Приватни живот
Дана 12. септембра 2010. удала се за кик-боксера Вељка Пиљикића. Имају два сина - Јакова (рођен 24. септембра 2016) и Јована (рођен 22. јануара 2020). Обојица су рођени вантелесном оплодњом. Са породицом живи у Старој Пазови.
Верница је Српске православне цркве и често говори о темама које се тичу религије. Такође, често јавно подржава права ЛГБТ+ особа на једнак третман у друштву.

## Филмографија

### Телевизијске улоге
| Година     | Телевизија                                            | Улога      |
| ---------- | ----------------------------------------------------- | ---------- |
| 2006       | Љубав, навика, паника                                 | Врела Нела |
| 2009       | „Долчела“ (реклама за пудинг)                         | сама себе  |
| 2010       | „Shape it baby“ (реклама за фластере за мршављење)    | сама себе  |
| 2010       | Моја десна рука (ријалити шоу)                        | сама себе  |
| 2015       | Шта ми убрзава пулс (реклама за недељни часопис Пулс) | сама себе  |
| 2021—данас | Мајке и снајке                                        | сама себе  |

### Филмске улоге
| Година | Филм                         | Улога    |
| ------ | ---------------------------- | -------- |
| 2006   | А3 – Рокенрол узвраћа ударац | Смоквица |
| 2013   | Штрумфови 2 филм             | Векси    |

## Дискографија

### Студијски албуми
- Идеално твоја (2002)
- Балкан (2003)
- Дођи и узми ме (2005)
- Краљица (2007)
- Случајни партнери (2009)
- Лом (2012)
- Лек за спавање (2015)
- Кома (2017)
- Биоскоп (2022)

### Мини-албуми
- (2024)

### Видео-спотови
| Видеоспот                                 | Година | Режисер                      |
| ----------------------------------------- | ------ | ---------------------------- |
| Црно и златно                             | 2003   | Дејан Милићевић              |
| Свиђа ми се твоја девојка                 | 2005   | Mosquito Adventures Pictures |
| Аспирин                                   | 2007   | Hammer Production            |
| Боли стара љубав                          | 2007   | —                            |
| Последњи лет                              | 2009   | —                            |
| Случајни партнери                         | 2009   | —                            |
| Што је било моје, њено је                 | 2010   | —                            |
| Тамо где си ти                            | 2010   |                              |
| Соба 22                                   | 2011   | Top music Video production   |
| Але, але                                  | 2012   | Passion Company              |
| Шампионе                                  | 2013   |                              |
| Мамурна                                   | 2014   | IDJVideos                    |
| Бродолом                                  | 2014   | IDJVideos                    |
| Chivas                                    | 2014   |                              |
| Црвени руж                                | 2015   | Никола Матијевић             |
| Лек за спавање                            | 2015   | Никола Матијевић             |
| Ти се храни мојим болом феат. Ша (ремикс) | 2015   | Никола Матијевић             |
| Црноока                                   | 2016   | NN Media                     |
| Ево                                       | 2017   | Никола Матијевић             |
| Кома                                      | 2017   | Никола Матијевић             |
| Докторе                                   | 2017   | Никола Матијевић             |
| Фине и поштене                            | 2017   | Никола Матијевић             |
| Полудела                                  | 2017   | Никола Матијевић             |
| Ти и ја смо пар                           | 2017   | NN Media                     |
| Фолирант                                  | 2018   | NN Media                     |
| Ослободи ме                               | 2018   | NN Media                     |
| Боља сам од здравља                       | 2018   | NN Media                     |
| Закуни се у курву                         | 2019   | NN Media                     |
| Ништа ме више не боли                     | 2019   | NN Media                     |
| Сахара                                    | 2019   | Никола Матијевић             |
| Док си ту                                 | 2021   | Андреја Дамњановић           |
| Ломиш ме                                  | 2021   | Андреја Дамњановић           |
| Биоскоп                                   | 2022   | NN Media                     |
| Рана                                      | 2022   | Станислав Закић, Вук Протић  |
| Луда глава                                | 2022   | Станислав Закић              |
| Приђи ако смеш                            | 2022   | Станислав Закић              |
| Воли ме,не воли                           | 2022   | Станислав Закић              |
| Емотивно недоступан                       | 2023   | Станислав Закић              |
| Ти и ја                                   | 2024   |                              |
| Умри до зоре                              | 2024   |                              |
| Johnnie                                   | 2024   |                              |
| Благо мени                                | 2024   | Владимир Гашић,Вук Протић    |
| Штета                                     | 2024   | Владимир Гашић,Вук Протић    |
| Еминентна дама                            | 2024   | Владимир Гашић,Вук Протић    |
| Бога ми                                   | 2025   |                              |
| Отровница (микс)                          | 2025   | Марија Шехановић             |

### ТВ верзије
| Спот             | Година | Режисер |
| ---------------- | ------ | ------- |
| Боли стара љубав | 2009   | ДМ САТ  |
| Јабуке и вино    | 2009   | ДМ САТ  |
| Аспирин          | 2009   | ДМ САТ  |
| Ево има година   | 2009   | ДМ САТ  |
| Годинама         | 2009   | ДМ САТ  |
| Последњи лет     | 2009   | ДМ САТ  |
| Краљица          | 2009   | ДМ САТ  |
| Црно и златно    | 2009   | ДМ САТ  |

## Награде
- 2002 — „Најбољи сценски наступ“, у Бањој Луци
- 2002 — „Златни микрофон“, фолк откриће, Бања Лука
- 2003 — „Златни микрофон“, певачица године
- 2003 — „Мелцо“, најбоља песма године
- 2004 — „Златни мелос“
- 2005 — „Ревија београдски победник“, фолк певачица године, албум године
- 2009 — „Story Awards 2009“, хуманитарни потез године
- 2010 — „Концерт у Арени“, у Београду
- 2010 — „Аца Лукас и Пријатељи“, хуманитарни концерт
- 2013 — Награда за хуманитарни рад и извођача године (Краљево)[19]
- 2015 — Специјална награда за албум "Лек за спавање" и за дугогодишњу сарадњу са ТВ Пинк и Сити рекордсом
- 2016 — „Story Celebrities Only Party“, животна победа

## Фестивали
- 2002. Моравски бисери - Идеално твоја
- 2023. Сабор народне музике Србије, Београд - Добитница Естрадно - музичке награде Србије и гошћа ревијалног дела прве вечери фестивала